# Stanislav Ježek
Pour les articles homonymes, voir Ježek.
Stanislav Ježek (né le 21 novembre 1976 à Prague) est un céiste tchèque pratiquant le slalom.

## Palmarès

### Jeux olympiques
- Participation aux épreuves de canoë-kayak aux Jeux olympiques d'été de 2008 à Pékin en canoë monoplace.
- Participation à la finale de l’épreuve de canoë-kayak aux Jeux olympiques d'été de 2012 - C1 hommes à Londres.

### Championnats du monde de canoë-kayak slalom
- Médaille d'or en relais 3xC1 en 2002 à Bourg-Saint-Maurice,  France
- Médaille de bronze en relais 3xC1 en 2003 à Augsbourg,  Allemagne
- Médaille de bronze en relais 3xC1 en 2005  à Sydney,  Australie
- Médaille de bronze en C1 et  Médaille d'argent en 3xC1 en 2006 à Prague,  République tchèque
- Médaille de bronze en relais 3xC1 en 2007 à Foz do Iguaçu,  Brésil
- Médaille de bronze en relais 3xC1 en 2010 à Tacen,  Slovénie

### Championnats d'Europe de canoë-kayak slalom
- Médaille de bronze en relais 3xC1 en 2005 à Tacen  Slovénie
- Médaille de bronze en relais 3xC1 en 2006 à L'Argentière-la-Bessée  France
- Médaille d'argent en C-1 en 2008 à Cracovie  Pologne
- Médaille d'or en relais 3xC1 2009 à Nottingham,  Royaume-Uni
- Médaille d'argent en relais 3xC1 en 2010 à Čunovo,  Slovaquie